# Leakey (Texas)
Leakey település az Amerikai Egyesült Államok Texas államában, Real megyében, melynek megyeszékhelye is. Lakosainak száma 315 fő (2020. április 1.).

## Népesség
A település népességének változása:

| 2010 | 425 |
| 2020 | 315 |